# Você não Me Conhece (canção)
"Você não Me Conhece" é uma canção do cantor brasileiro Gusttavo Lima. A canção foi lançada como single no dia 15 de abril de 2015, juntamente com o videoclipe.

## Composição
A canção foi escrita por Thales Lessa, Sassinhora Jr, Maiara e Cristiano, e traz o cantor interpretando uma música extremamente romântica, com arranjos basicamente de violão e foco na voz e interpretação de Gusttavo Lima, coisa que foi bastante evidenciada nos últimos trabalhos do cantor.

## Videoclipe
O videoclipe foi gravado dia 8 de abril e lançado uma semana depois em seu canal oficial no Youtube. Nas cenas, o cantor aparece elegante, vestindo smoking, em um cenário que se parece com um teatro.

## Lista de faixas
| Download digital no iTunes |                       |         |  |
| N.º                        | Título                | Duração |  |
| 1.                         | "Você Não Me Conhece" | 3:31    |  |

## Desempenho nas tabelas musicais
| Tabela musical (2015)                     | Melhor posição |
| ----------------------------------------- | -------------- |
| Brasil - Billboard Brasil Hot 100 Airplay | 6              |